# Dziedzice (Namysłów)
Pour les articles homonymes, voir Dziedzice.
Dziedzice est une localité polonaise de la gmina de Domaszowice, située dans le powiat de Namysłów en voïvodie d'Opole.